# Randy Couture
Randy Duane Couture (Everett, Washington; 22 de junio de 1963) es un exartista marcial mixto, exluchador de lucha grecorromana y actor estadounidense. Durante su carrera en la Ultimate Fighting Championship (UFC), Couture fue tres veces Campeón de Peso Pesado de UFC, dos veces Campeón de Peso Semipesado de UFC y Campeón Interino de Peso Semipesado de UFC, y fue el ganador del torneo de peso pesado de UFC 13. Couture es el primer peleador en mantener dos campeonatos de UFC en dos divisiones diferentes (peso pesado y peso semipesado). Couture ha competido en un récord de 15 peleas por el título. Posee el mayor número de reinados de título en el UFC con cinco. Su última pelea contra Lyoto Machida fue su pelea número 24 en la UFC, el tercer mayor número de peleas en el UFC (Tito Ortiz es primero con 27 y Matt Hughes es segundo con 25). Couture es el cuarto miembro del Salón de la Fama de UFC. Fue la única persona mayor de 40 años que ganó una pelea de campeonato en UFC, tras haberlo hecho anteriormente en cuatro ocasiones.

## Primeros años
Couture nació en Everett, Whashington, hijo de Ed y Sharan Couture. Couture luchó en la escuela de Alderwood en Seattle, Washington, y luego se trasladó a la escuela de secundaria de Lynnwood, donde ganó un campeonato del Estado durante su último año en la lucha libre. Sirvió en el Ejército de los EE. UU. desde 1982 hasta 1988, alcanzando el rango de sargento de la 101 División Aerotransportada, en la que "luchó e hizo un poco de boxeo". Mientras estaba en el Ejército se aplicó para las pruebas con el personal de lucha del Ejército de EE. UU. de estilo libre, sin embargo, debido a un error administrativo su solicitud fue enviada a los tryouts greco-romana y en lugar de esperar hasta el próximo año, decidió empezarla.

## Carrera en artes marciales mixtas

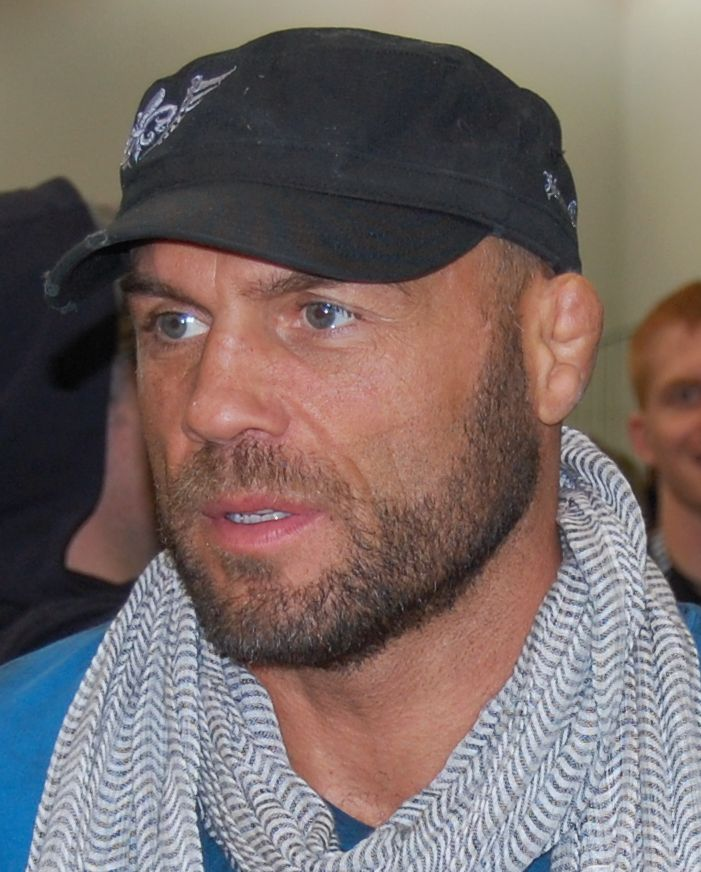
Couture en 2010

### Ultimate Fighting Championship
Couture hizo su debut profesional en UFC 13 en mayo de 1997, donde derrotó a Tony Halme por sumisión en la primera ronda en la semifinal del torneo de peso pesado. Ya en la final, Couture derrotó a Steven Graham por nocaut técnico en la primera ronda, ganando así el torneo de peso pesado.
En octubre del mismo año, en UFC 15, Couture se enfrentó a Vitor Belfort para determinar al contendiente No.1 al título de peso pesado. Couture ganó la pelea por nocaut técnico a los 8 minutos y 17 segundos. En diciembre, Couture derrotó a Maurice Smith por el Campeonato de Peso Pesado de UFC. 
En 1998, los oficiales de UFC querían que Couture defendiera su título ante Bas Rutten, ex King of Pancrase. En vez de eso, Couture firmó con la empresa japonesa Vale Tudo Japan, y fue despojado del título.

## Vida personal
Couture estuvo casado previamente con Sharon, Tricia, y Kim Couture. Él y Kim solicitaron el divorcio en mayo de 2009. Continuó con su entrenador para mantener su carrera de MMA. Couture tiene tres hijos: Ryan, Caden y Aimee. Él vive en Las Vegas.

## Campeonatos y logros
- Ultimate Fighting Championship
  - Salón de la Fama de UFC
  - Campeón de Peso Pesado de UFC (Tres veces)
  - Campeón de Peso Semipesado de UFC (Dos veces)
  - Campeón Interino de Peso Semipesado de UFC (Una vez)
  - UFC 13 (Campeón del Torneo de Peso Pesado)
  - Pelea de la Noche (Dos veces)
  - Ganador del primer y único combate Salón de la Fama UFC vs. Salón de la Fama UFC (en UFC 109)
  - Tarjeta principal en todos los eventos de UFC
  - Primer peleador en conseguir un campeonato interino
  - Primer peleador en mantener dos campeonatos en dos categorías de peso (peso pesado-peso semipesado)
  - Peleador más viejo en ganar un título en la historia de UFC (43 años, 255 días)
  - Peleador más viejo en defender el título en la historia de UFC (44 años, 65 días)
  - Peleador más viejo en ganar una pelea en la historia de UFC (47 años, 68 días)

- Wrestling Observer Newsletter
  - Peleador más Destacado del año (2003)
  - Combatiente más Valioso del año (2007)
  - Peleador más Valioso de la Década de los años (2000-2009)[12]
  - Pelea del Año (2001) vs. Pedro Rizzo el 4 de mayo

## Récord en artes marciales mixtas
| Récord profesional | Récord profesional | Récord profesional |
| 30 peleas          | 19 victorias       | 11 derrotas        |
| ------------------ | ------------------ | ------------------ |
| Nocaut             | 7                  | 7                  |
| Sumisión           | 4                  | 3                  |
| Decisión           | 8                  | 1                  |

| Resultado | Récord | Oponente                 | Método                        | Evento                            | Fecha                    | Asalto | Tiempo | Localización                | Notas |
| --------- | ------ | ------------------------ | ----------------------------- | --------------------------------- | ------------------------ | ------ | ------ | --------------------------- | --- |
| Derrota   | 19–11  | Lyoto Machida            | KO (patada frontal)           | UFC 129                           | 30 de abril de 2011      | 2      | 1:02   | Toronto                     | Retorno al Peso Semipesado.                                                                                 |
| Victoria  | 19–10  | James Toney              | Sumisión (arm-triangle choke) | UFC 118                           | 28 de agosto de 2010     | 1      | 3:19   | Boston, Massachusetts       | Retorno al Peso Pesado.                                                                                     |
| Victoria  | 18–10  | Mark Coleman             | Sumisión (rear-naked choke)   | UFC 109                           | 6 de febrero de 2010     | 2      | 1:09   | Las Vegas, Nevada           | Primera y única pelea entre miembros del Salón de la Fama de UFC.                                           |
| Victoria  | 17–10  | Brandon Vera             | Decisión (unánime)            | UFC 105                           | 14 de noviembre de 2009  | 3      | 5:00   | Mánchester                  | Retorno al Peso Semipesado; Se convirtió en el peleador más viejo en ganar una pelea en la historia de UFC. |
| Derrota   | 16–10  | Antônio Rodrigo Nogueira | Decisión (unánime)            | UFC 102                           | 29 de agosto de 2009     | 3      | 5:00   | Portland, Oregón            | Pelea de la Noche; Pelea del Año (2009).                                                                    |
| Derrota   | 16–9   | Brock Lesnar             | TKO (golpes)                  | UFC 91                            | 15 de noviembre de 2008  | 2      | 3:07   | Las Vegas, Nevada           | Perdió el Campeonato de Peso Pesado de UFC.                                                                 |
| Victoria  | 16–8   | Gabriel Gonzaga          | TKO (golpes)                  | UFC 74                            | 25 de agosto de 2007     | 3      | 1:37   | Las Vegas, Nevada           | Defendió el Campeonato de Peso Pesado de UFC; Pelea de la Noche.                                            |
| Victoria  | 15–8   | Tim Sylvia               | Decisión (unánime)            | UFC 68                            | 3 de marzo de 2007       | 5      | 5:00   | Columbus, Ohio              | Retorno al Peso Pesado; Ganó el Campeonato de Peso Pesado de UFC.                                           |
| Derrota   | 14–8   | Chuck Liddell            | KO (golpes)                   | UFC 57                            | 4 de febrero de 2006     | 2      | 1:28   | Las Vegas, Nevada           | Por el Campeonato de Peso Semipesado de UFC.                                                                |
| Victoria  | 14–7   | Mike van Arsdale         | Sumisión (anaconda choke)     | UFC 54                            | 20 de agosto de 2005     | 3      | 0:52   | Las Vegas, Nevada           | |
| Derrota   | 13–7   | Chuck Liddell            | KO (golpes)                   | UFC 52                            | 16 de abril de 2005      | 1      | 2:06   | Las Vegas, Nevada           | Perdió el Campeonato de Peso Semipesado de UFC.                                                             |
| Victoria  | 13–6   | Vitor Belfort            | TKO (parada médica)           | UFC 49                            | 21 de agosto de 2004     | 3      | 5:00   | Las Vegas, Nevada           | Ganó el Campeonato de Peso Semipesado de UFC.                                                               |
| Derrota   | 12–6   | Vitor Belfort            | TKO (corte)                   | UFC 46                            | 31 de enero de 2004      | 1      | 0:49   | Las Vegas, Nevada           | Perdió el Campeonato de Peso Semipesado de UFC.                                                             |
| Victoria  | 12–5   | Tito Ortiz               | Decisión (unánime)            | UFC 44                            | 26 de septiembre de 2003 | 5      | 5:00   | Las Vegas, Nevada           | Ganó y unificó el Campeonato de Peso Semipesado de UFC.                                                     |
| Victoria  | 11–5   | Chuck Liddell            | TKO (golpes)                  | UFC 43                            | 6 de junio de 2003       | 3      | 2:40   | Las Vegas, Nevada           | Ganó el Campeonato Interino de Peso Semipesado de UFC.                                                      |
| Derrota   | 10–5   | Ricco Rodriguez          | Sumisión (codazo)             | UFC 39                            | 27 de septiembre de 2002 | 5      | 3:04   | Montville, Connecticut      | Por el Campeonato Vacante de Peso Pesado de UFC.                                                            |
| Derrota   | 10–4   | Josh Barnett             | TKO (golpes)                  | UFC 36                            | 22 de marzo de 2002      | 2      | 4:35   | Las Vegas, Nevada           | Perdió el Campeonato de Peso Pesado de UFC.                                                                 |
| Victoria  | 10–3   | Pedro Rizzo              | TKO (golpes)                  | UFC 34                            | 2 de noviembre de 2001   | 3      | 1:38   | Las Vegas, Nevada           | Defendió el Campeonato de Peso Pesado de UFC.                                                               |
| Victoria  | 9–3    | Pedro Rizzo              | Decisión (unánime)            | UFC 31                            | 4 de mayo de 2001        | 5      | 5:00   | Atlantic City, Nueva Jersey | Defendió el Campeonato de Peso Pesado de UFC; Pelea del Año (2001).                                         |
| Derrota   | 8–3    | Valentijn Overeem        | Sumisión (guillotine choke)   | RINGS: King of Kings 2000 Final   | 24 de febrero de 2001    | 1      | 0:56   | Tokio                       | |
| Victoria  | 8–2    | Tsuyoshi Kohsaka         | Decisión (unánime)            | RINGS: King of Kings 2000 Final   | 24 de febrero de 2001    | 2      | 5:00   | Tokio                       | |
| Victoria  | 7–2    | Kevin Randleman          | TKO (golpes)                  | UFC 28                            | 17 de noviembre de 2000  | 3      | 4:13   | Atlantic City, Nueva Jersey | Ganó el Campeonato de Peso Pesado de UFC.                                                                   |
| Victoria  | 6–2    | Ryushi Yanagisawa        | Decisión (mayoritaria)        | RINGS: King of Kings 2000 Block A | 9 de octubre de 2000     | 2      | 5:00   | Tokio                       | |
| Victoria  | 5–2    | Jeremy Horn              | Decisión (unánime)            | RINGS: King of Kings 2000 Block A | 9 de octubre de 2000     | 3      | 5:00   | Tokio                       | |
| Derrota   | 4–2    | Mikhail Illoukhine       | Sumisión (kimura)             | RINGS: Rise 1st                   | 20 de marzo de 1999      | 1      | 7:43   | Japón                       | |
| Derrota   | 4–1    | Enson Inoue              | Sumisión (armbar)             | Vale Tudo Japan 1998              | 25 de octubre de 1998    | 1      | 1:39   | Japón                       | |
| Victoria  | 4–0    | Maurice Smith            | Decisión (mayoritaria)        | UFC Japan                         | 21 de diciembre de 1997  | 1      | 21:00  | Yokohama                    | Ganó el Campeonato de Peso Pesado de UFC; Posteriormente el título quedaría vacante.                        |
| Victoria  | 3–0    | Vitor Belfort            | TKO (golpes)                  | UFC 15                            | 17 de octubre de 1997    | 1      | 8:17   | Bay St. Louis, Mississipi   | Eliminatoria por el título de Peso Pesado.                                                                  |
| Victoria  | 2–0    | Steven Graham            | TKO (golpes)                  | UFC 13                            | 30 de mayo de 1997       | 1      | 3:13   | Augusta, Georgia            | Ganó el Torneo de Peso Pesado de UFC 13.                                                                    |
| Victoria  | 1–0    | Tony Halme               | Sumisión (rear-naked choke)   | UFC 13                            | 30 de mayo de 1997       | 1      | 1:00   | Augusta, Georgia            | Semifinal del Torneo de UFC 13.                                                                             |

## Carrera como actor
Couture hizo un cameo en el final de temporada de CBS, como un guardia militar. Tuvo varias apariciones en algunos capítulos de la serie The Unit en el papel de policía militar. Apareció en un episodio de The History Channel en el programa Arma Humana el 27 de septiembre de 2007, y protagonizó la película de 2008 The Scorpion King 2: Rise of a Warrior. En 2010, Couture jugó un papel importante en la película The Expendables y retomó el papel en la secuela de 2012. Protagonizó junto a 50 Cent y Bruce Willis la película de 2011, Setup, como un matón llamado Petey. En 2012, interpretó el papel principal del tenaz policía Paul Ross en la película de acción de Brandon Nutt Hijacked, junto a Dominic Purcell.

### Filmografía
| Año  | Título                                       | Papel                     |
| ---- | -------------------------------------------- | ------------------------- |
| 2003 | Nacer para morir                             | 8º Peleador               |
| 2005 | No Rules                                     | Mason                     |
| 2005 | Today You Die                                | Guardaespaldas de Vincent |
| 2006 | El Invencible                                | Jugador n.º 1 "Toruci"    |
| 2007 | El Gran Stan                                 | Carnahan                  |
| 2008 | Redbelt                                      | Dylan Flynn               |
| 2008 | El rey escorpión: el ascenso de un guerrero  | Sargon                    |
| 2010 | The Expendables                              | Toll Road                 |
| 2011 | Setup                                        | Petey                     |
| 2012 | Hijacked                                     | Paul Ross                 |
| 2012 | The Expendables 2                            | Toll Road                 |
| 2013 | Geezers!                                     | Randy                     |
| 2013 | Rush                                         | Jack Reiley               |
| 2013 | Distant Shore                                |                           |
| 2014 | Stretch                                      | Jovi                      |
| 2014 | The Expendables 3                            | Toll Road                 |
| 2018 | The Row                                      | Detective Cole            |
| 2019 | The Hard Way                                 | Toro / Briggs             |
| 2019 | D-Day                                        | Mayor Cleveland Lytle     |
| 2020 | Final Kill                                   | Deacon Long               |
| 2020 | Alpha Code                                   | Agente Ray Bowie          |
| 2021 | The Manson Brothers Midnight Zombie Massacre | Thump Hanson              |
| 2021 | The Outlaw Johnny Black                      | Bill Basset               |
| 2023 | Expend4bles                                  | Toll Road                 |
| 2024 | Angels Fallen: Warriors of Peace             | TBA                       |